# Elenco de Percy Jackson & the Olympians
A seguir se apresenta a lista de membros do elenco de Percy Jackson & the Olympians, que apresenta os atores e atrizes que interpretam os personagens que aparecem na série de filmes Percy Jackson & the Olympians, que é baseda na série de livros de mesmo nome escrita por Rick Riordan.

## Elenco
| Personagem                                | Filme                                     | Filme                                     |
| Personagem                                | The Lightning Thief (2010)                | Sea of Monsters (2013)                    |
| Personagens principais e deuses do Olimpo | Personagens principais e deuses do Olimpo | Personagens principais e deuses do Olimpo |
| ----------------------------------------- | ----------------------------------------- | ----------------------------------------- |
| Annabeth Chase                            | Alexandra Daddario                        | Alexandra Daddario                        |
| Percy Jackson                             | Logan Lerman                              | Logan Lerman                              |
| Grover Uderwood                           | Brandon T. Jackson                        | Brandon T. Jackson                        |
| Luke Castellan                            | Jake Abel                                 | Jake Abel                                 |
| Clarisse La Rue                           |                                           | Leven Rambin                              |
| Tyson                                     |                                           | Douglas Smith                             |
| Zeus                                      | Sean Bean                                 |                                           |
| Poseidon                                  | Kevin McKidd                              |                                           |
| Hades                                     | Steve Coogan                              |                                           |
| Atena                                     | Melina Kanakaredes                        |                                           |
| Hermes                                    | Dylan Neal                                | Nathan Fillion                            |
| Hera                                      | Erica Cerra                               |                                           |
| Deméter                                   | Stefanie von Pfetten                      |                                           |
| Apolo                                     | Dimitri Lekkos                            |                                           |
| Ártemis                                   | Ona Grauer                                |                                           |
| Sr. D/Dioniso                             | Luke Camilleri                            | Stanley Tucci                             |
| Ares                                      | Ray Winstone                              |                                           |
| Afrodite                                  | Serinda Swan                              |                                           |
| Hefesto                                   | Conrad Coates                             |                                           |
| Criaturas míticas                         |                                           |                                           |
| Sr. Brunner/Quíron                        | Pierce Brosnan                            | Anthony Head                              |
| Medusa                                    | Uma Thurman                               |                                           |
| Caronte                                   | Julian Richings                           |                                           |
| Sra. Dodds/Fúria                          | Maria Olsen                               |                                           |
| Irmã Cinzenta #1                          |                                           | Missi Pyle                                |
| Irmã Cinzenta #2                          |                                           | Yvette Nicole Brown                       |
| Irmã Cinzenta #3                          |                                           | Mary Birdsong                             |
| Manticore                                 |                                           | Daniel Cudmore                            |
| Polifemo e Lestrigão                      |                                           | Robert Maillet                            |
| Oráculo de Delfos                         |                                           | Shohreh Aghdashloo                        |
| Cronos                                    |                                           | Robert Knepper                            |
| Semideuses do Acampamento Meio-Sangue     |                                           |                                           |
| Thalia Grace                              |                                           | Paloma Kwiatkowski                        |
| Chris Rodriguez                           |                                           | Grey Damon                                |
| Silena Beauregard                         |                                           | Zoe Aggeliki                              |
| Ethan Nakamura                            |                                           | Danny Le Boyer                            |
| Jovem Annabeth                            |                                           | Alisha Newton                             |
| Jovem Thalia                              |                                           | Katelyn Mager                             |
| Jovem Grover                              |                                           | Bjorn Yearwood                            |
| Jovem Luke                                |                                           | Samuel Braun                              |
| Mortais                                   |                                           |                                           |
| Sally Jackson                             | Catherine Keener                          |                                           |
| Gabe Ugliano                              | Joe Pantoliano                            |                                           |